# Necydalis rufiabdominis
Necydalis rufiabdominis är en skalbaggsart som beskrevs av Chen 1991. Necydalis rufiabdominis ingår i släktet stekelbockar, och familjen långhorningar. Inga underarter finns listade i Catalogue of Life.